# Franz Dannehl
Franz Dannehl, född den 7 februari 1870 i Rudolstadt, död 1947, var en tysk lepidopterist. Hans privata samlingar finns bevarade på Museo Civico di Zoologia i Rom, Zoologische Staatssammlung München i München och Museum für Naturkunde i Berlin.
Auktorsnamnet Franz Dannehl kan användas för Franz Dannehl i samband med ett vetenskapligt namn inom zoologin; se Wikipedia-artiklar som länkar till auktorsnamnet.